# Санкт-Мариенкирхен-Шердинг
Санкт-Мариенкирхен-Шердинг (нем. Sankt Marienkirchen bei Schärding) — коммуна (нем. Gemeinde) в Австрии, в федеральной земле Верхняя Австрия. 
Входит в состав округа Шердинг.  Население составляет 1858 человек (на 31 декабря 2005 года). Занимает площадь 25 км². Официальный код  —  41419.

## Политическая ситуация
Бургомистр коммуны — Бернхард Фишер (АНП) по результатам выборов 2003 года.
Совет представителей коммуны (нем. Gemeinderat) состоит из 19 мест.
- АНП занимает 12 мест.
- АПС занимает 4 места.
- СДПА занимает 3 места.